# Diable de pols
Un remolí de sorra o dimoniet és un fort remolí, ben format, i de relativament llarga durada; aquest té una grandària que va des de petit (mig metre d'ample per uns pocs metres d'alçada) a gran (més de 10 metres d'ample i 1000 metres d'alt). El moviment vertical primari és cap amunt. Els diables de pols són generalment innocus, però en rares ocasions algun pot créixer prou per amenaçar persones i propietats.
Són comparables als tornados en el fet que tots dos són fenòmens meteorològics d'una columna d'aire de rotació orientada verticalment. La majoria dels tornados estan associats amb una circulació parental més gran, els mesociclons al dors d'una supercél·lula de tempesta. Els diables de sorra formen com un remolí de corrents d'aire cap amunt baix condicions assolellades durant temps net, rarament arriben a la intensitat d'un tornado. A Espanya, s'observen amb freqüència en les planes de La Manxa.

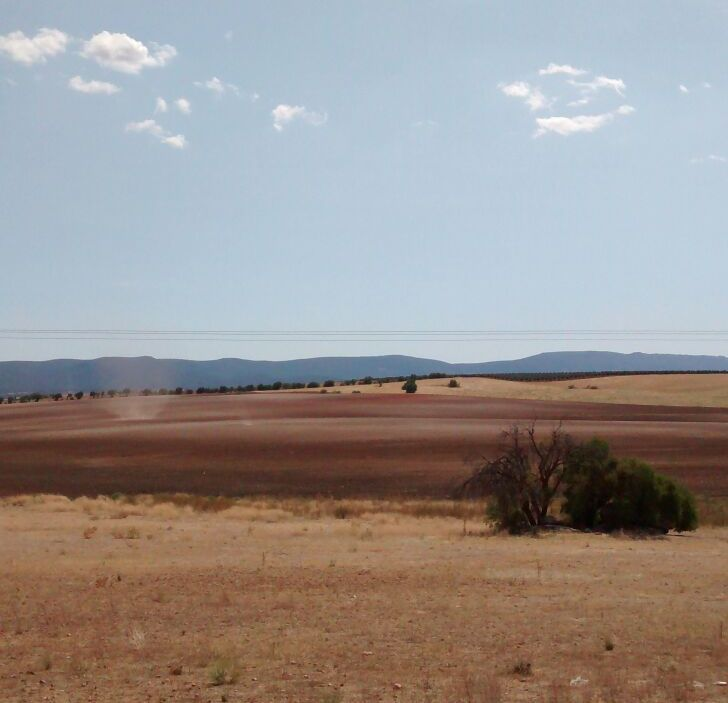
Petit 'dust devil' fotografiat entre Sonseca i Orgaz. Agost de 2015

## Formació

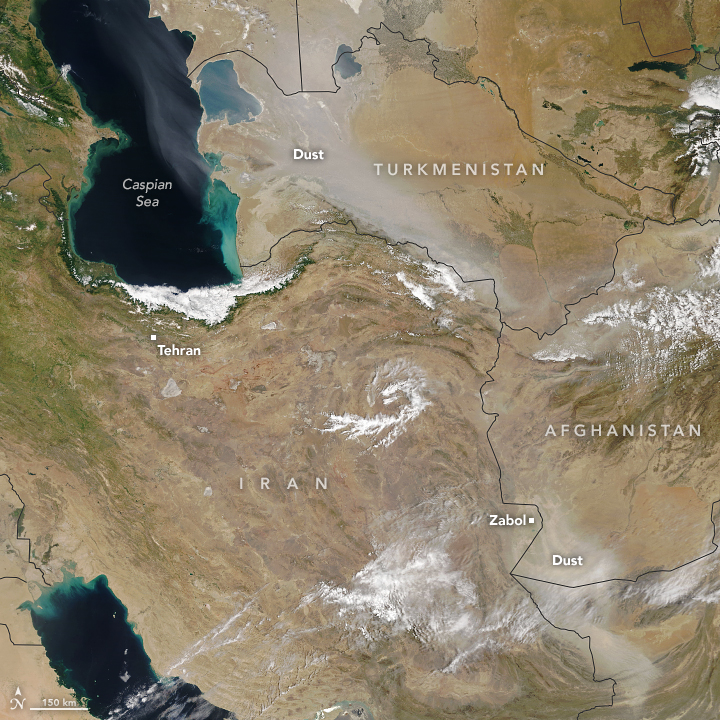
Image satelital de la Nasa que mostra dues tempestes de pols en Turkmenistan (al N.) i l'Iran (al S.) el 28 de maig de 2018

Un remolí de pols o remolí de sorra o pols, conegut en anglès com dust devil (literalment «dimoni de pols») s'assembla a un tornado en què és una columna d'aire vertical en rotació. No obstant això, es formen sota cels clars i rares vegades aconsegueixen la força dels tornados més febles. Es desenvolupen quan un fort corrent d'aire descendent arriba al sòl provocant un remolí en sentit horari (de nou, en l'hemisferi nord) que aixeca pols, fulles i altres objectes podent arribar a ocasionar danys d'escassa o mitjana importància a habitatges i altres obres d'infraestructura. El fet que es formin en dies clars és suficient mostra del caràcter anticiclònic d'aquest fenomen. L'atmosfera aclarida indica estabilitat meteorològica (sense núvols) i per tant, sense convecció i només amb subsidencia atmosfèrica. Correspon a aquests dies de començaments de primavera en què la temperatura d'aire és bastant freda però la radiació solar és molt intensa. Tant en la imatge de l'esquerra com en el vídeo de la dreta es poden veure les característiques d'un remolí de pols: cels clars i rotació o gir horari (anticiclònic), és a dir, d'esquerra a dreta per estar en l'hemisferi nord. Aquest tipus de gir és evident en el cas del vídeo i malgrat aquesta evidència, encara no s'ha comprès bé l'origen i la dinàmica dels tornados, que, com succeeix amb tots els tipus de ciclons, consten de dues columnes d'aire, una descendent o subsident i una altra ascendent o convectiva. I tots els fenòmens ciclònics tenen la mateixa estructura i el mateix desenvolupament. Les variacions entre un fenomen i un altre (tornado, gustnado, remolí de pols, tromba terrestre, etc.) són qüestions de diferències meteorològiques i de l'escala de les mateixes.
Així, un diable de pols, totalment format, és una espècie de xemeneia cilíndrica (aproximadament), formada per una columna d'aire calent que ascendeix per la seva menor pressió però que no arriba molt a dalt del sòl perquè, produint-se durant els dies sense núvols, el sòl s'escalfa molt i, per tant, també l'aire que es posa en contacte amb ell s'escalfa instántaneament però es refreda ràpidament en ascendir, ja que la massa anticiclònica d'aire fred i pesat està a escassa altura sobre el sòl el per la qual l'aire calent es mou, tant cap amunt com en cercle. Com l'aire calent puja, es refreda, perd la seva flotabilitat i finalment deixa d'elevar-se. Quan aquest s'eleva, desplaça l'aire que descendeix fora del nucli del vòrtex.
Aquest aire fred que retorna actua com a escut contra la paret externa de l'aire calent que ascendeix i manté el sistema estable.